# Maria Laura Mainetti

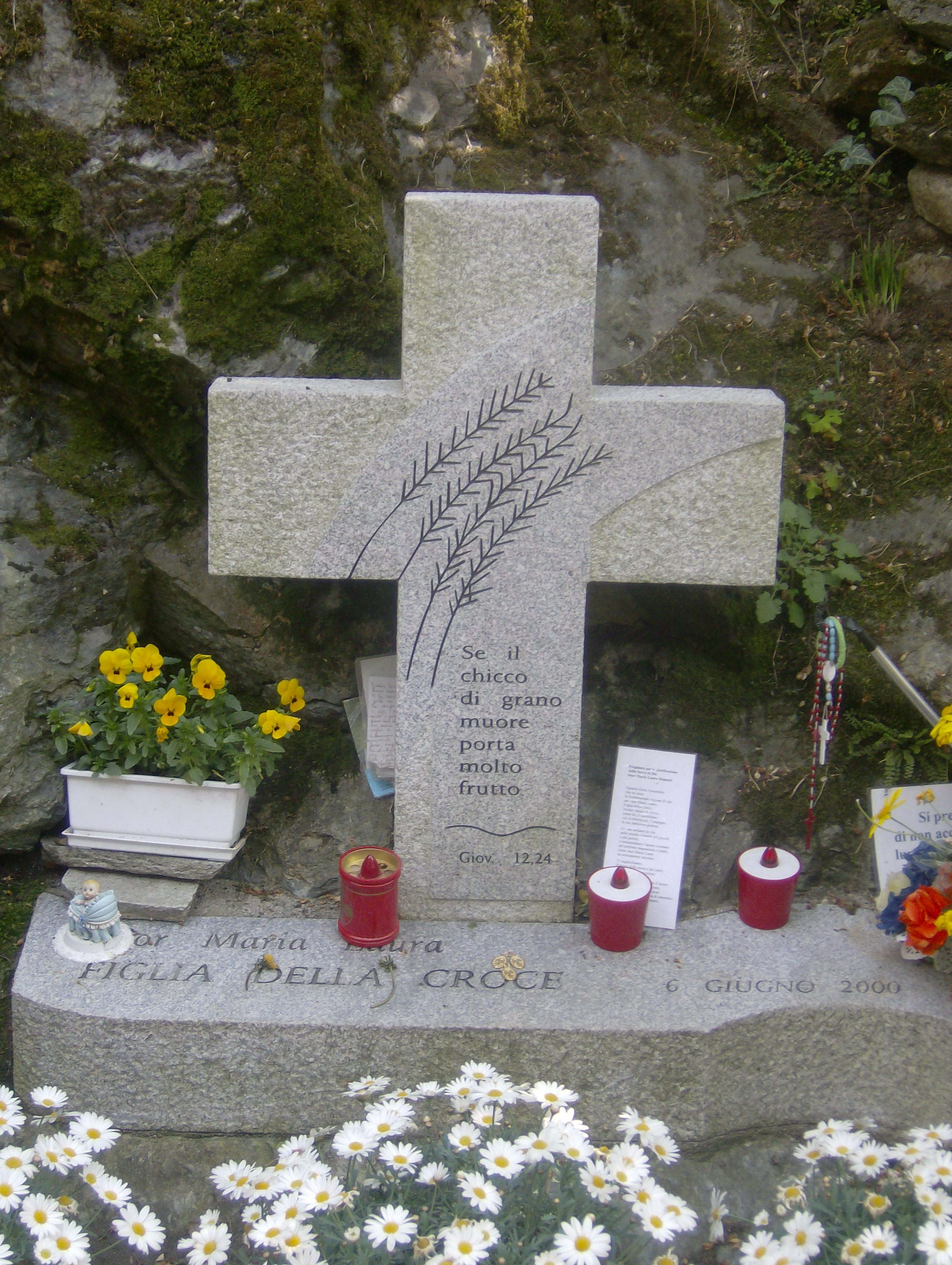
Krzyż na miejscu zabójstwa

Maria Laura Mainetti (ur. 20 sierpnia 1939 w Lecco; zm. 6 czerwca 2000 w Chiavennie) – włoska zakonnica, nauczycielka, błogosławiona Kościoła katolickiego. 

## Życiorys
Była dziesiątym dzieckiem Stefano Mainetti i Marceliny Gusmeroli. 25 sierpnia 1964 złożyła śluby wieczyste. Będąc zakonnicą, pracowała jako nauczycielka w szkole Córek Krzyża.
W dniu 6 czerwca 2000 roku odebrała telefon z prośbą, aby przyszła do młodej dziewczyny w ciąży, jednak nie było to prawdą. Wyszła z klasztoru, tam czekały na nią trzy niepełnoletnie satanistki z Chiavenny w północnych Włoszech: Ambra Gianasso, Veronica Pietrobelli i Milena De Giambattista. Jak ustalił Watykan, pierwotnie chciały one złożyć w ofierze szatanowi miejscowego proboszcza, ale ostatecznie wybrały na swą ofiarę 61-letnią zakonnicę. Została wtedy zaatakowana nożami i zadano jej 19 ciosów. 
W dniu 25 października 2005 roku rozpoczął się jej proces beatyfikacyjny na szczeblu diecezjalnym, a w 2008 roku Stolica Apostolska zatwierdziła wniosek o rozpoczęcie procesu beatyfikacyjnego. W trakcie tego procesu ustalono, że zakonnica przed śmiercią modliła się za swe oprawczynie. 19 czerwca 2020 papież Franciszek podpisał dekret, który jej śmierć uznał za męczeństwo otwierając drogę do ogłoszenia ją błogosławioną.
Uroczyste wyniesienie jej na ołtarze i wpisanie ją w poczet błogosławionych odbyło się 6 czerwca 2021 podczas mszy św pod przewodnictwem kard. Marcello Semeraro, prefekta Kongregacji Spraw Kanonizacyjnych w mieście Chiavenna.
Jej wspomnienie liturgiczne obchodzone jest 6 czerwca.